# Hope Emerson
Hope Emerson (Hawarden, 29 de outubro de 1897 – Hollywood, 24 de abril de 1960) foi uma atriz, cantora e artista de vaudeville norte-americana. Reconhecida por sua estatura imponente e voz marcante, destacou-se por interpretar mulheres de personalidade forte tanto no teatro quanto no cinema. Após iniciar a carreira em espetáculos de vaudeville e na Broadway, Emerson chamou a atenção do público e da crítica no filme Caged (1950), pelo qual recebeu uma indicação ao Oscar de melhor atriz coadjuvante. Atuou ainda em produções como Adam's Rib (1949), Cry of the City (1948) e Westward the Women (1951), consolidando uma carreira marcada por papéis memoráveis em dramas e comédias.
Na televisão, foi elogiada por sua atuação como "Mother" na série Peter Gunn (1958–1959), o que lhe rendeu uma indicação ao Emmy de melhor atriz coadjuvante em série dramática. Hope Emerson faleceu em 1960, aos 62 anos, em Hollywood, vítima de uma doença hepática. Foi sepultada no Grace Hill Cemetery, em sua cidade natal de Hawarden, no estado de Iowa.